# Список заместителей глав Правительства Германии
Данный список представляет Заместителей глав Правительства Германии. Охватывает исторический период с момента учреждения должности (1 марта 1878) в кайзеровской Германии по настоящее время.

## Вице-канцлеры Федеративной Республики Германия, 1949—

Герб ФРГ

## Вице-канцлеры кайзеровской Германии, 1878—1918

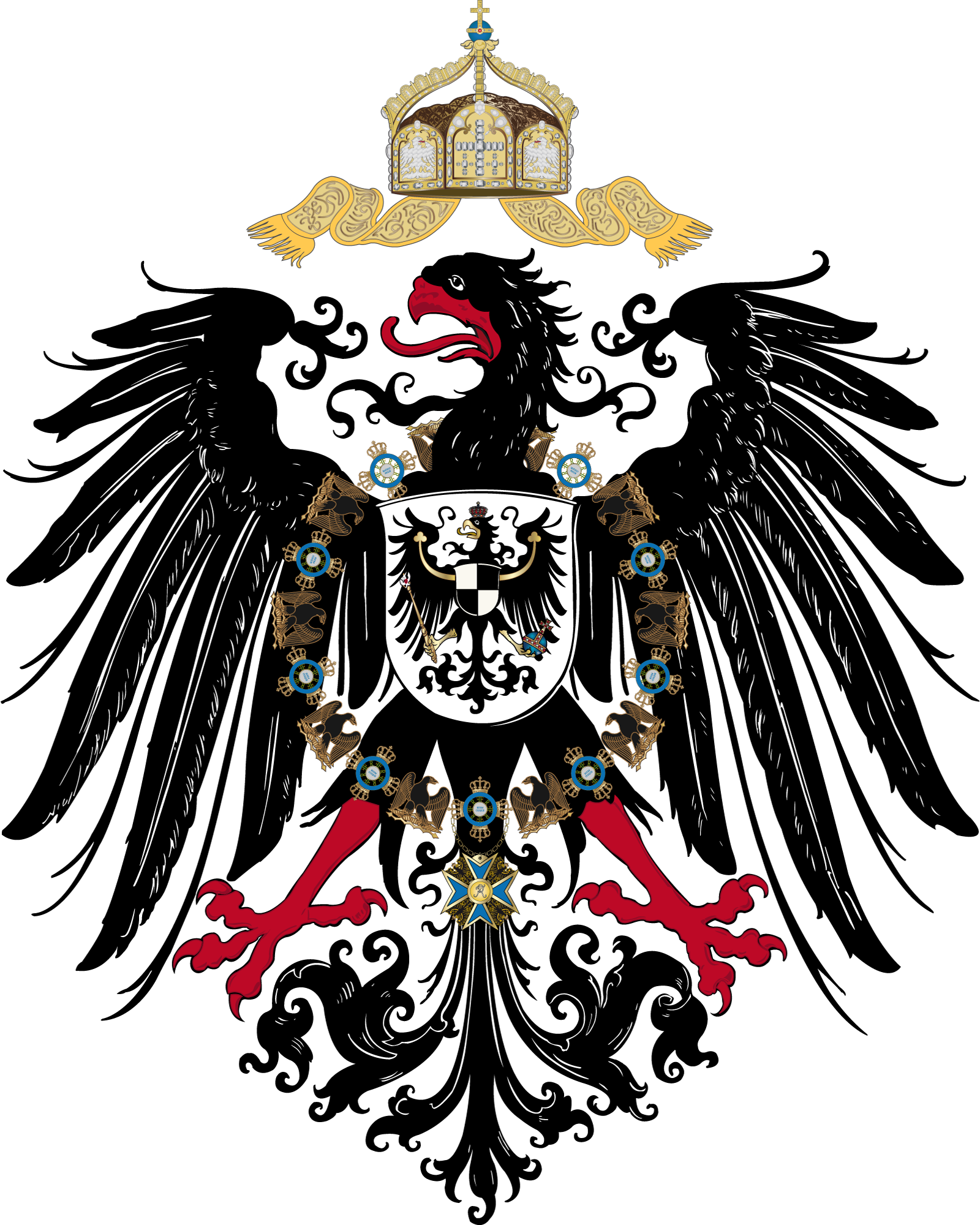
Герб Германской империи

| Имя                           | Дата вступления в должность | Дата снятия с должности | Параллельная министерская должность | Партия |
| ----------------------------- | --------------------------- | ----------------------- | ----------------------------------- | ------ |
| Отто цу Штольберг-Вернигероде | 1 июня 1878                 | 20 июня 1881            | -                                   | -      |
| Карл Генрих фон Бёттихер      | 20 июня 1881                | 1 июля 1897             | Имперский министр внутренних дел    | -      |
| Артур фон Посадовский-Венер   | 1 июля 1897                 | 24 июня 1907            | Имперский министр внутренних дел    | -      |
| Теобальд фон Бетман-Гольвег   | 24 июня 1907                | 14 июля 1909            | Имперский министр внутренних дел    | -      |
| Клеменс фон Дельбрюк          | 14 июля 1909                | 22 мая 1916             | Имперский министр внутренних дел    | -      |
| Карл Гельферих                | 22 мая 1916                 | 9 ноября 1917           | Имперский министр внутренних дел    | -      |
| Фридрих фон Пайер             | 9 ноября 1917               | 10 ноября 1918          | -                                   | ПНП    |

## Вице-канцлеры Веймарской республики и нацистской Германии, 1919—1945

Герб Веймарской республики

| Имя                   | Дата вступления в должность | Дата снятия с должности | Параллельная министерская должность | Партия |
| --------------------- | --------------------------- | ----------------------- | ----------------------------------- | ------ |
| Ойген Шиффер          | 13 февраля 1919             | 19 апреля 1919          | Имперский министр финансов          | НДП    |
| Бернхард Дернбург     | 30 апреля 1919              | 20 июня 1919            | Имперский министр финансов          | НДП    |
| Маттиас Эрцбергер     | 21 июня 1919                | 3 октября 1919          | Имперский министр финансов          | Центр  |
| Ойген Шиффер          | 3 октября 1919              | 27 марта 1920           | Имперский министр юстиции           | НДП    |
| Эрих Кох-Везер        | 27 марта 1920               | 21 июня 1920            | Имперский министр внутренних дел    | НДП    |
| Рудольф Хайнце        | 25 июня 1920                | 4 мая 1921              | Имперский министр юстиции           | ННП    |
| Густав Бауэр          | 10 мая 1921                 | 14 ноября 1922          | Имперский министр финансов          | СДПГ   |
| должность отсутствует | 14 ноября 1922              | 13 августа 1923         | -                                   | -      |
| Роберт Шмидт          | 13 августа 1923             | 3 ноября 1923           | Имперский министр восстановления    | СДПГ   |
| Карл Яррес            | 30 ноября 1923              | 15 декабря 1924         | Имперский министр внутренних дел    | ННП    |
| должность отсутствует | 15 декабря 1924             | 28 января 1927          | -                                   | -      |
| Оскар Хергт           | 28 января 1927              | 12 июня 1928            | Имперский министр юстиции           | НННП   |
| должность отсутствует | 12 июня 1928                | 30 марта 1930           | -                                   | -      |
| Герман Дитрих         | 30 марта 1930               | 30 мая 1932             | Имперский министр финансов          | НДП    |
| должность отсутствует | 30 мая 1932                 | 30 января 1933          | -                                   | -      |
| Франц фон Папен       | 30 января 1933              | 7 августа 1934          | -                                   | -      |
| должность отсутствует | 7 августа 1934              | 10 февраля 1941         | _                                   | -      |
| Герман Геринг         | 10 февраля 1941             | 23 апреля 1945          | Имперский министр авиации           | НСДАП  |

## Вице-канцлеры Федеративной Республики Германия, 1949—н.в.
| Имя                      | Дата вступления в должность | Дата снятия с должности | Партия            |
| ------------------------ | --------------------------- | ----------------------- | ----------------- |
| Франц Блюхер             | 20 сентября 1949            | 29 октября 1957         | СвДП/СНП          |
| Людвиг Эрхард            | 29 октября 1957             | 16 октября 1963         | ХДС               |
| Эрих Менде               | 17 октября 1963             | 28 октября 1966         | СвДП              |
| Ганс-Кристоф Зеебом      | 8 ноября 1966               | 30 ноября 1966          | ХДС               |
| Вилли Брандт             | 1 декабря 1966              | 20 октября 1969         | СДПГ              |
| Вальтер Шеель            | 21 октября 1969             | 16 мая 1974             | СвДП              |
| Ганс-Дитрих Геншер       | 17 мая 1974                 | 17 сентября 1982        | СвДП              |
| Эгон Франке              | 17 сентября 1982            | 1 октября 1982          | СвДП              |
| Ганс-Дитрих Геншер       | 1 октября 1982              | 17 мая 1992             | СвДП              |
| Юрген Мёллеманн          | 18 мая 1992                 | 21 января 1993          | СвДП              |
| Клаус Кинкель            | 21 января 1993              | 26 октября 1998         | СвДП              |
| Йошка Фишер              | 26 октября 1998             | 22 ноября 2005          | Зелёные           |
| Франц Мюнтеферинг        | 22 ноября 2005              | 21 ноября 2007          | СДПГ              |
| Франк-Вальтер Штайнмайер | 21 ноября 2007              | 28 октября 2009         | СДПГ              |
| Гидо Вестервелле         | 28 октября 2009             | 16 мая 2011             | СвДП              |
| Филипп Рёслер            | 16 мая 2011                 | 17 декабря 2013         | СвДП              |
| Зигмар Габриэль          | 17 декабря 2013             | 14 марта 2018           | СДПГ              |
| Олаф Шольц               | 14 марта 2018               | 26 октября 2021         | СДПГ              |
| Роберт Хабек             | 8 декабря 2021              | 6 мая 2025              | Союз 90 / Зелёные |
| Ларс Клингбайль          | 6 мая 2025                  |                         | СДПГ              |